# Primus inter pares
Primus inter pares latinski je doslovno izraz za "prvi među jednakima") označava osobu koja je ravnopravna s ostalim članovima skupine a djeluje kao vođa. Primjer uporabe u svijetu danas je naslov premijera u pravnom sustavu brojnih zemalja - naime isti naslov (ministar) kao i ostali članovi Vlade.
Pojam primus inter pares uveden pod carem Augustom da bi opisao svoj položaj u rimskoj državnoj strukturi. August je želio naglasiti s ovim imenom njegovu podređenost republičkim ustanovama.  Međutim, de facto je bio apsolutni vladar.